# Idflieg
O Idflieg (Inspektion der Fliegertruppen - "Inspetoria da Tropa Voadora") era o departamento do Império Alemão que supervisionava a aviação militar alemã antes e durante a Primeira Guerra Mundial.
O Idflieg era parte da Luftstreitkräfte. Criado em 1913, sua principal tarefa era selecionar, contratar e fiscalizar a aquisição de novos equipamentos para a força aérea. desde Abril de 1915, o Idflieg subdividiu seus departamentos em unidades chamadas Stofl. Em Novembro de 1916, a sua estrutura principal se expandiu, passando a se chamar Kofl.
O último comandante do Idflieg, entre Março e Dezembro de 1917, foi o Major Wilhelm Haehnelt, mais tarde General da Luftwaffe.